# Sakaka
Sakākā (arabo سكاكا) è una città dell'Arabia Saudita, capoluogo della provincia di al-Jawf.
Precedentemente questa città, snodo per i commerci e le vie carovaniere dalla Palestina verso il Kuwait prendeva il nome di Al-Jawf (di cui la provincia prende il nome) mentre nella tradizione italiana era conosciuta come Giof.